# 용담유사

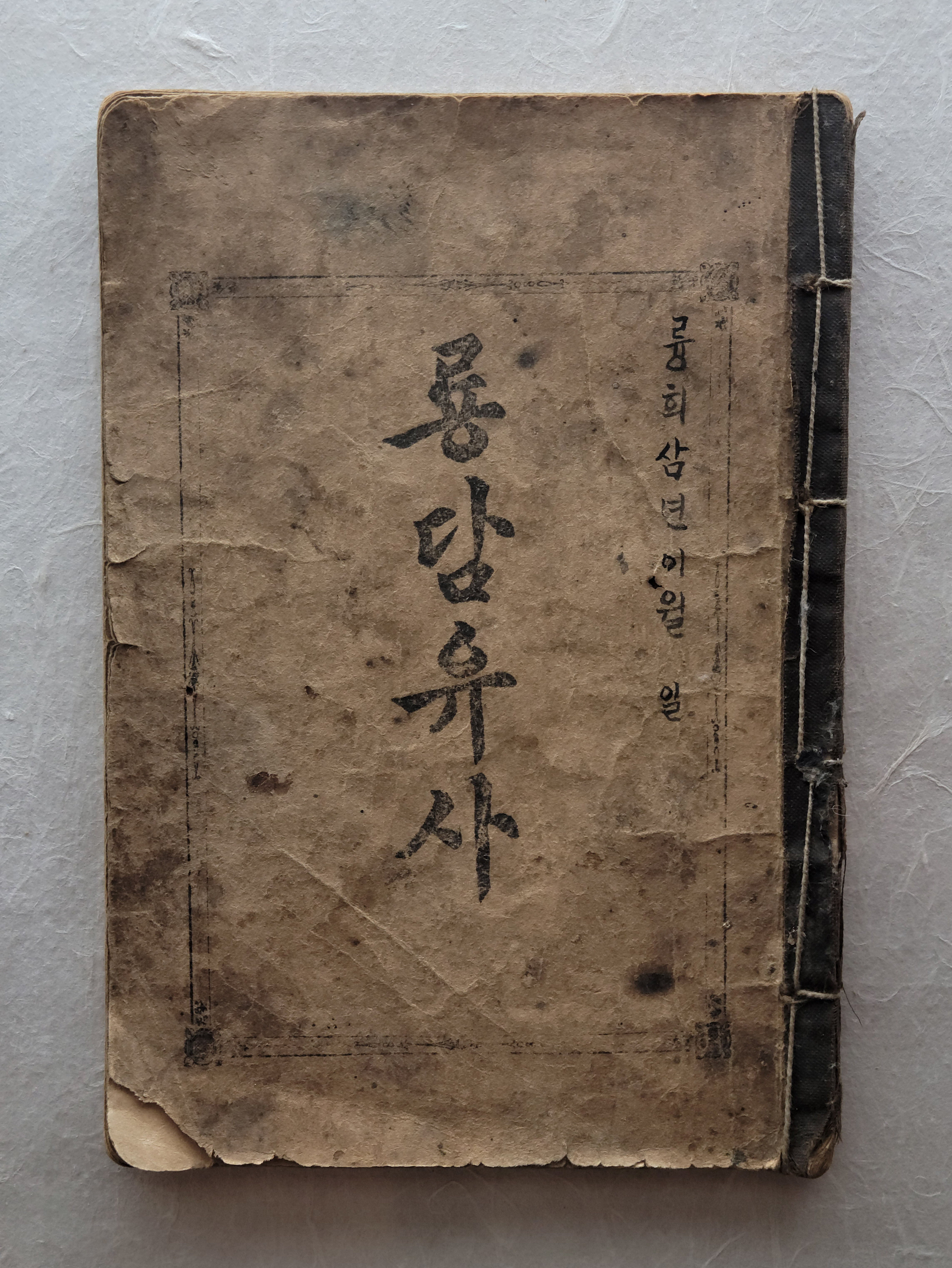
용담유사의 1909년판 표지

용담유사(龍潭遺詞)는 동학교조 최제우가 서민·부녀자들의 교리 대중화를 위해 한글 가사체로 종교·철학·정치 사상을 읊은 책이다. 2세 교주 최시형이 1881년에 간하였다.
최제우가 득도하기까지의 경과, 득도후의 심정, 교도들에 대한 훈계·호소 등이 가사체로 읊어져 있다.

## 구성
1. 교훈가(敎訓歌)
2. 안심가(安心歌)
3. 용담가(龍潭歌)
4. 몽중노소문답가(夢中老少問答歌)
5. 도수사(道修詞)
6. 권학가(勸學歌)
7. 도덕가(道德歌)
8. 흥비가(興比歌)
9. 검결(劒訣)

## 판본
- 신사판(辛巳版) : 1881년 6월, 단양 남면 천동 여규덕의 집에서 간행.
- 계미판(癸未版), 경주판 : 1883년 8월, 신사판의 중간(重刊). 목각 활자본.
- 계사판(癸巳版) : 1893년, 목판본
- 1922년판 : 1922년, 목판본

## 번역본
- 용담유사, 윤석산, 동학사, 1999년, ISBN 978-89-7190-724-5
- 동경대전 용담유사, 이영노, 천법출판사, 2000년, ISBN 211-11-5997-000-1
- 용담유사, 증산교단, 대원출판사, 2000년, ISBN 978-89-7261-608-5
- 동학경전:동경대전 용담유사(양장), 이세권, 글나무(동대문구), 2002년, ISBN 200-57-9500-021-9
- 동학경전:동경대전 용담유사, 이세권, 글나무(동대문구), 2002년, ISBN 200-57-9500-022-6
- 새로 쓰는 동학(사상과 경전), 최동희 외, 집문당, 2003년, ISBN 978-89-3030-974-5
- 천도교경전 공부하기, 라명재, 모시는사람들, 2007년, ISBN 978-89-9069-947-3
- 동학경전, 윤석산, 동학사, 2009년, ISBN 978-89-7190-264-6
- 최수운의 생애와 경전, 하종필, 보문각, 2010년, ISBN 978-89-6220-057-7
- 천도교경전 공부하기(개정판), 라명재, 모시는사람들, 2010년, ISBN 978-89-9069-980-0
- 용담유사, 김용옥, 통나무, 2022년, ISBN 978-89-8264-152-7